# Gregg Giuffria
Gregg Giuffria (28 luglio 1951) è un tastierista statunitense.
È stato il cofondatore di importanti gruppi hard rock come gli Angel, i Giuffria e gli House Of Lords.

## Biografia
Gregg Giuffria fu uno dei membri fondatori degli Angel verso la metà degli anni settanta. Dopo una carriera di alti e bassi che durò tutta la seconda metà degli anni 70, la band si sciolse nel 1981. Nel 1984 Gregg tentò di riformare gli Angel con una formazione completamente riassemblata, ma i suoi ex colleghi gli impedirono di mantenere questo nome, così il tastierista decise di battezzare questa nuova band con il suo nome, fu così che nacquero i Giuffria. Questa band ottenne un discreto successo con la hit "Call To Your Heart", tratta dal loro primo album omonimo. La band ebbe breve vita, infatti si sciolse dopo l'inaspettato fallimento del loro secondo album alla fine degli anni ottanta.
In realtà i Giuffria non subirono un vero e proprio scioglimento, ma vennero ribattezzati House Of Lords, cambiando cantante su indicazione del loro mentore Gene Simmons, bassista/cantante dei Kiss. La band si sciolse nel 1993, ricomponendosi poco dopo, senza però la presenza di Gregg. Recentemente Giuffria ha lavorato su un molto atteso album solista pubblicato tra il 2005 e il 2006.
Ora Gregg lavora per un'impresa di Las Vegas che si occupa di costruire macchine da gioco, video-giochi e progetti per le attrazioni dei parchi divertimento.

## Discografia

### Con gli Angel
- 1975 - Angel
- 1976 - Helluva Band
- 1977 - On Earth as It Is in Heaven
- 1978 - White Hot
- 1979 - Sinful
- 1980 - Live Without a Net

### Con i Giuffria
- 1984 - Giuffria
- 1986 - Silk + Steel

### Con gli House Of Lords
- 1989 - House Of Lords
- 1990 - Sahara
- 1992 - Demons Down
- 2006 - World Upside Down

### Altre partecipazioni
- 1984 - White Sister - White Sister
- 1986 - Keel - The Final Frontier
- 1987 - Loudness - Hurricane Eyes
- 2001 - David Glen Eisley - The Lost Tapes